# Ashtoor, Bidar
Ashtoor là một làng thuộc tehsil Bidar, huyện Bidar, bang Karnataka, Ấn Độ.